# Город в страхе
«Город в страхе» (англ. City in Fear) — телевизионная драма 1980 года режиссёра Джада Тейлора, в которой снялись Дэвид Йенссен, Пэрри Кинг и Микки Рурк.

## Сюжет
Винс Перрино (Дэвид Йенссен) — измученный газетный репортёр, который эксплуатируется его безжалостным боссом, издателем Харрисоном Кроуфордом, ради отслежки шагов Тони Пэйта (Микки Рурк), порочного серийного убийцы. Когда убийца-психопат начинает терроризировать Лос-Анджелес, репортер ради сенсации начинает раздувать эту историю для того, чтобы было продано больше газет. Убийцу это только подхлёстывает.